# لانو ۱۳۳۱۶
سیارک ۱۳۳۱۶ (به انگلیسی: 13316 Llano، نامگذاری:1998RJ75) سیزده هزار و سیصد و شانزدهمین سیارک کشف شده‌است که در ۱۴ سپتامبر ۱۹۹۸ کشف شد.
قدر مطلق سیارک برابر ۱۳.۵ است.